# Canny-sur-Thérain
Canny-sur-Thérain – miejscowość i gmina we Francji, w regionie Hauts-de-France, w departamencie Oise.
Według danych na rok 1990 gminę zamieszkiwały 123 osoby, a gęstość zaludnienia wynosiła 21 osób/km² (wśród 2293 gmin Pikardii Canny-sur-Thérain plasuje się na 874. miejscu pod względem liczby ludności, natomiast pod względem powierzchni na miejscu 797.).